# Prêmio Klumpke-Roberts
O Prêmio Klumpke-Roberts (em inglês:  Klumpke-Roberts Award) foi instituído por requerimento da astrônoma Dorothea Klumpke-Roberts, reconhecendo trabalhos de destaque no entendimento e apreciação da astronomia.

## Laureados
- 1974 Carl Sagan
- 1975 Isaac Asimov
- 1976 Chesley Bonestell
- 1977 Fred Hoyle
- 1978 Patrick Moore
- 1979 William J. Kaufmann III
- 1980 Walter Sullivan
- 1982 Bart Bok
- 1983 Helen Sawyer Hogg
- 1984 Deborah Byrd
- 1985 James Stokley
- 1986 Timothy Ferris
- 1987 Os editores da revista Sky and Telescope
- 1988 Joseph Chamberlain
- 1989 Ed Krupp
- 1990 Donald Goldsmith
- 1991 Richard Berry
- 1992 Philip Morrison
- 1993 David Morrison
- 1994 Andrew Fraknoi
- 1995 Heidi Hammel
- 1996 Terence Dickinson
- 1997 Franklyn M. Branley
- 1998 Julieta Fierro
- 1999 Stephen Maran
- 2000 Jack Horkheimer
- 2001 Sandi Preston
- 2002 Don Davis e Jon Lomberg
- 2003 Hubble Heritage Project, Space Telescope Science Institute
- 2004 Seth Shostak
- 2005 Jeff Goldstein
- 2006 Jeffrey Rosendhal
- 2007 Noreen Grice
- 2008 Dava Sobel
- 2009 Isabel Hawkins
- 2010 Marcia Bartusiak
- 2011 Paul Davies
- 2012 Ian Ridpath
- 2013 Mary Kay Hemenway
- 2014 Dennis Schatz
- 2015 Robert Nemiroff e Jerry Bonnell
- 2016 Chris Impey